# Kurumkan
Kurumkan (in russo Курумкан?, in buriato Хурамхаан) è un villaggio della Russia asiatica, in Siberia Orientale. È situato nella Repubblica autonoma della Burazia e appartiene al rajon Kurumkanskij del quale è il centro amministrativo. 
Il villaggio si trova nella valle del fiume Barguzin, sulla sua riva destra, 411 km a nord-est di Ulan-Udė, 53 km a est del lago Bajkal. L'insediamento è protetto dai forti venti del Bajkal dai monti del Barguzin.